# Glycymerididae
Glycymerididae är en familj av musslor. Glycymerididae ingår i ordningen Arcoida, klassen musslor, fylumet blötdjur och riket djur. Enligt Catalogue of Life omfattar familjen Glycymerididae 12 arter.
Kladogram enligt Catalogue of Life:
| Glycymerididae | \| \| Glycymeris \| \| \| \| \| \| Tucetona \| \| \| \| |
|                | \| \| Glycymeris \| \| \| \| \| \| Tucetona \| \| \| \| |
|                | Arcidae                                                 |
|                |                                                         |
|                | Cucullaeidae                                            |
|                |                                                         |
|                | Limopsidae                                              |
|                |                                                         |
|                | Noetiidae                                               |
|                |                                                         |
|                | Parallelodontidae                                       |
|                |                                                         |
|                | Philobryidae                                            |
|                |                                                         |
|                | Glycymeris                                              |
|                |                                                         |
|                | Tucetona                                                |
|                |                                                         |

|  | Glycymeris |
|  |            |
|  | Tucetona   |
|  |            |

## Bildgalleri

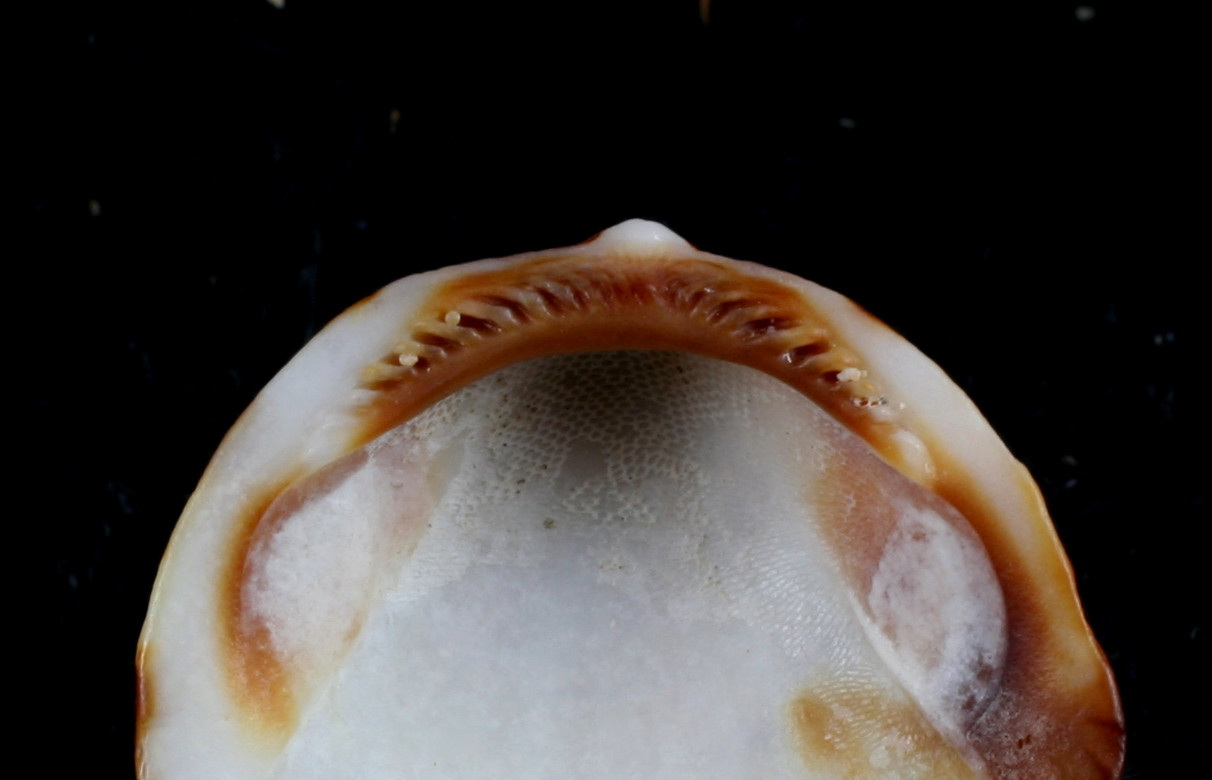